# Henry du Moulin de Labarthète
Pour les articles homonymes, voir Labarthète.
Henry du Moulin de Labarthète est un homme politique français né le 19 mars 1900 à Paris et mort le 10 octobre 1948 à Aire-sur-l'Adour.

## Biographie

### Jeunesse et études
Henry du Moulin de Labarthète suit des études de droit et obtient une licence en droit en 1921. Il est diplômé de l'École libre des sciences politiques en 1922.
Il passe le concours de l'inspection générale des finances où il est admis en 1925. 
Il quitte rapidement l'inspection pour devenir le collaborateur du ministre Paul Reynaud dont il est plusieurs fois le directeur de cabinet.

### Vichy: 19 juillet 1940 - 13 avril 1942
Le 19 juillet 1940, il devient directeur du cabinet civil de Philippe Pétain, qu'il décrit, dans ses mémoires, comme "sage, patriote, mais irrésolu et bêtifiant", jusqu'au 13 avril 1942, jour de sa démission, peu de temps avant le retour de Pierre Laval au gouvernement. 
À ce poste, en tant que maurassien, il est un partisan de la Révolution nationale promue par le maréchal Pétain, mais déplore le nouveau statut des juifs décrit comme une «atteinte à l'esprit de fraternité française» . 
Il exerce une influence d'éminence grise considérable, notamment dans les nominations de directeurs d'administrations centrales où il favorise ses condisciples de l'inspection des finances[réf. nécessaire]. 
Par ailleurs, il s'oppose immédiatement à l'influence de Marcel Déat et déplore la collaboration : «Le mois de novembre a été désastreux. Le Maréchal, dans son message du 26 octobre 1940, a commis la seule faute qu'il ne fallait pas commettre. Il a parlé de collaboration.. Il décrit l'entrevue de Montoire comme un traquenard et, de concert, avec Bernard Ménétrel et le général Laure, il œuvre au renvoi de Pierre Laval le 13 décembre 1940.
Le 11 juillet 1941, il refuse le poste de ministre de  l'intérieur que lui propose Darlan. Il remet sa démission, en novembre 1941, après l'éviction de Weygand qui n'est pas acceptée. Weygand lui demande de rester pour desserrer l'emprise de Benoist-Méchin.
Il rédige le discours des voeux du Maréchal Pétain, prononcé le 1er janvier 1942, évoquant : « la demi-liberté du pays, sa demi-responsabilité et ne sollicitant qu'une demi-obéissance à l'Allemagne». Il y voit une petite victoire, sans lendemain.
Face au retour prochain de Laval, il  formule la liste des ministres d'un cabinet concurrent dont la vice-présidence serait confiée à Romier. Cette liste remonte à Abetz et, le lendemain, un télégramme allemand adressé à Pétain exige son départ en raison d'une hostilité perfide et systématique à l'oeuvre de collaboration franco-allemande. Il quitte Vichy 13 avril 1942.

### Suisse: septembre 1942 - 1947
Attaché à l'ambassade de France à Berne de septembre 1942 à décembre 1943, il y est rejoint par Jean Jardin, ancien chef de cabinet de Pierre Laval, en octobre 1943 . Il y obtient le statut de réfugié politique et reste en Suisse jusqu'en 1947. Il obtient sa réintégration au corps de l'inspection générale des finances en 1948.
En 1946, il publie la première partie de ses souvenirs sur le gouvernement de Vichy : Le Temps des illusions – Souvenirs (juillet 1940-avril 1942) et y revendique la fraîcheur et l'exactitude des faits relatés. Il tente d'y concilier la réhabilitation de la mémoire du Maréchal Pétain et l'absence de souveraineté de l'Etat français. Titulaire de la Francisque, il affirme tenir cette décoration pour un « monument de puérilité »,.

### Mort
Il succombe à un infarctus, en 1948, sans avoir pu entreprendre la suite de ses mémoires intitulés : La crise de l'esprit public, en France, entre les deux guerres.

## Distinctions
- Ordre de la Francisque

## Publication
- Henry du Moulin de Labarthète, Le Temps des illusions : souvenirs (juillet 1940-avril 1942), Genève, Constant Bourquin, à l’enseigne du cheval ailé, 1946, 416 p..